# Academy of Motion Picture Arts and Sciences
Ne doit pas être confondu avec  American Academy of Arts and Sciences.
L'Academy of Motion Picture Arts and Sciences (littéralement « Académie des arts et des sciences du cinéma ») ou AMPAS, est une organisation professionnelle américaine vouée à l'amélioration et à la promotion du cinéma dans le monde.
Elle remet chaque année les Oscars du cinéma.

## Historique
L'Academy of Motion Picture Arts and Sciences a été fondée le 11 mai 1927 en Californie, aux États-Unis, sous l'impulsion de Louis B. Mayer, afin d'élaborer une feuille de route pour les grands studios et aider à la médiation au sein des conflits sociaux. Ainsi, elle a défini de nouvelles règles techniques et déontologiques dans la production et la distribution de films sur le sol américain.
L'Académie est composée de plus de 6 000 membres, issus de différentes professions cinématographiques et dont la très grande majorité provient des États-Unis. L'Académie accepte néanmoins l'affiliation des professionnels du cinéma du monde entier. En 2004, elle comptait, parmi ses adhérents, des représentants de trente-six pays différents. Elle est la plus grande académie de cinéma au monde, suivie de l'Académie des arts et techniques du cinéma en France.
De 2013 à 2017, la présidente de l'AMPAS fut la directrice marketing Cheryl Boone Isaacs (en), troisième femme après Bette Davis et Fay Kanin et première Afro-Américaine à accéder à cette fonction. L'actuel président de l'Académie est le directeur de casting David Rubin.

## Actions
De plusieurs manières, l'académie s'affiche dans le 7e art.

### Les cérémonies
- Les Oscars du cinéma (Academy Awards of Merit), créés en 1929, constituent la plus prestigieuse cérémonie de remise de prix pour le cinéma américain et mondial.
  - Les Governors Awards sont décernés depuis 2009 lors d'une cérémonie organisée en marge des Oscars officiels. Lors de cette soirée spéciale, sont remis les Oscars d'honneur ainsi que les prix honorifiques tels que l'Irving G. Thalberg Memorial Awards et les Jean Hersholt Humanitarian Awards.
  - Les Oscars scientifiques et techniques existent depuis la 4e cérémonie en 1931, bien qu'ils soient remis à part à leurs récipiendaires depuis 1977. Ces Oscars, répartis sur trois niveaux de prestige, récompensent les innovations et progrès dans l'industrie technique.
- Les Oscars des étudiants (en), depuis 1973, mettent en compétition des films provenant de plusieurs écoles ou universités de cinéma américaines.
- Le Nicholl Fellowships in Screenwriting (en) est un concours créé en 1986. Des apprentis scénaristes dont les histoires n'ont pas encore été portées à l'écran participent à une compétition. Les vainqueurs reçoivent une bourse.

### Les lieux
L'académie gère également différentes institutions sur le cinéma, toutes situées à Los Angeles :
- Le siège social au 8949 Wilshire Boulevard à Beverly Hills qui comprend le Samuel Goldwyn Theater
- Un centre d'archives cinématographiques, chargé de stocker du matériel technique et de restaurer les copies de films classiques.
- Des centres d'études de cinéma nommés Mary Pickford et Douglas Fairbanks
  - Pickford Center for Motion Picture Study (en)
  - Fairbanks Center for Motion Picture Study qui accueille la Margaret Herrick Library (en) nommée en hommage à Margaret Herrick (en) (1902-1976), bibliothécaire en titre de 1919 à 1971. Cette bibliothèque recense et répertorie les multiples informations, documents (scénarios, scripts, partitions, périodiques, croquis, dossiers de presse, etc) et objets (affiches, costumes, etc.) récupérés auprès des studios, artistes ou sociétés de production et liés à l'histoire du cinéma.
- Un musée propre à l'Académie et consacré au cinéma ouvert le 14 décembre 2020.

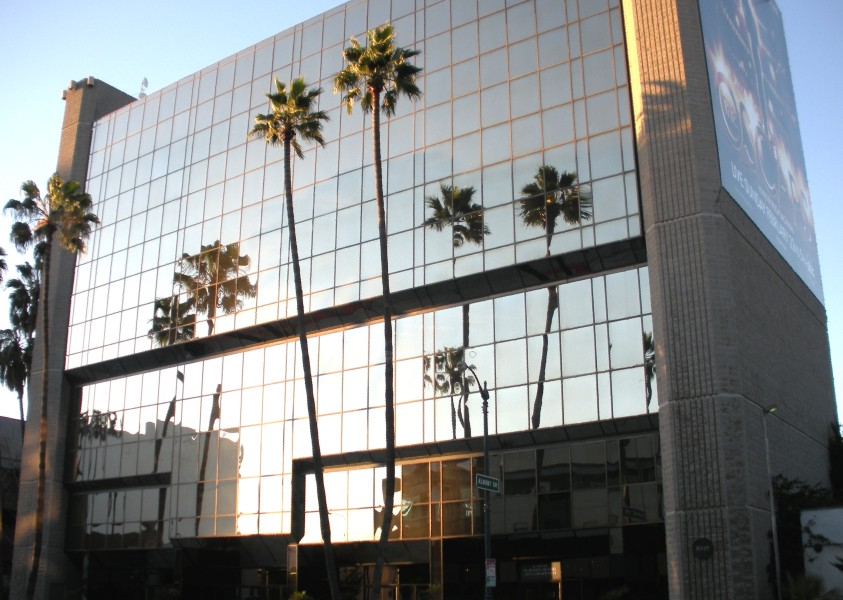
Quartier général d'AMPAS, à Beverly Hills, en Californie, .
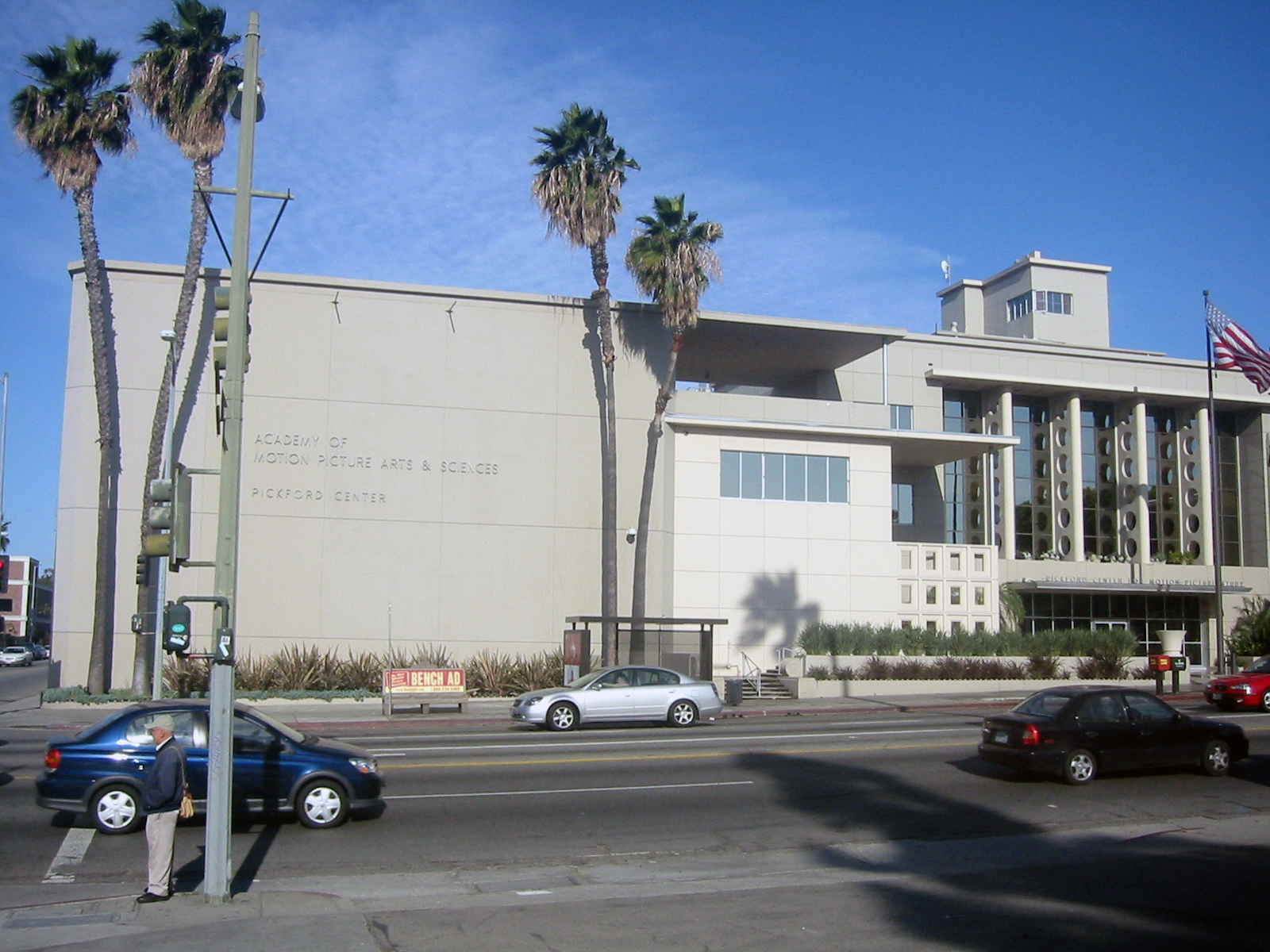
Le Pickford Center for Motion Picture Study (en), à Hollywood.
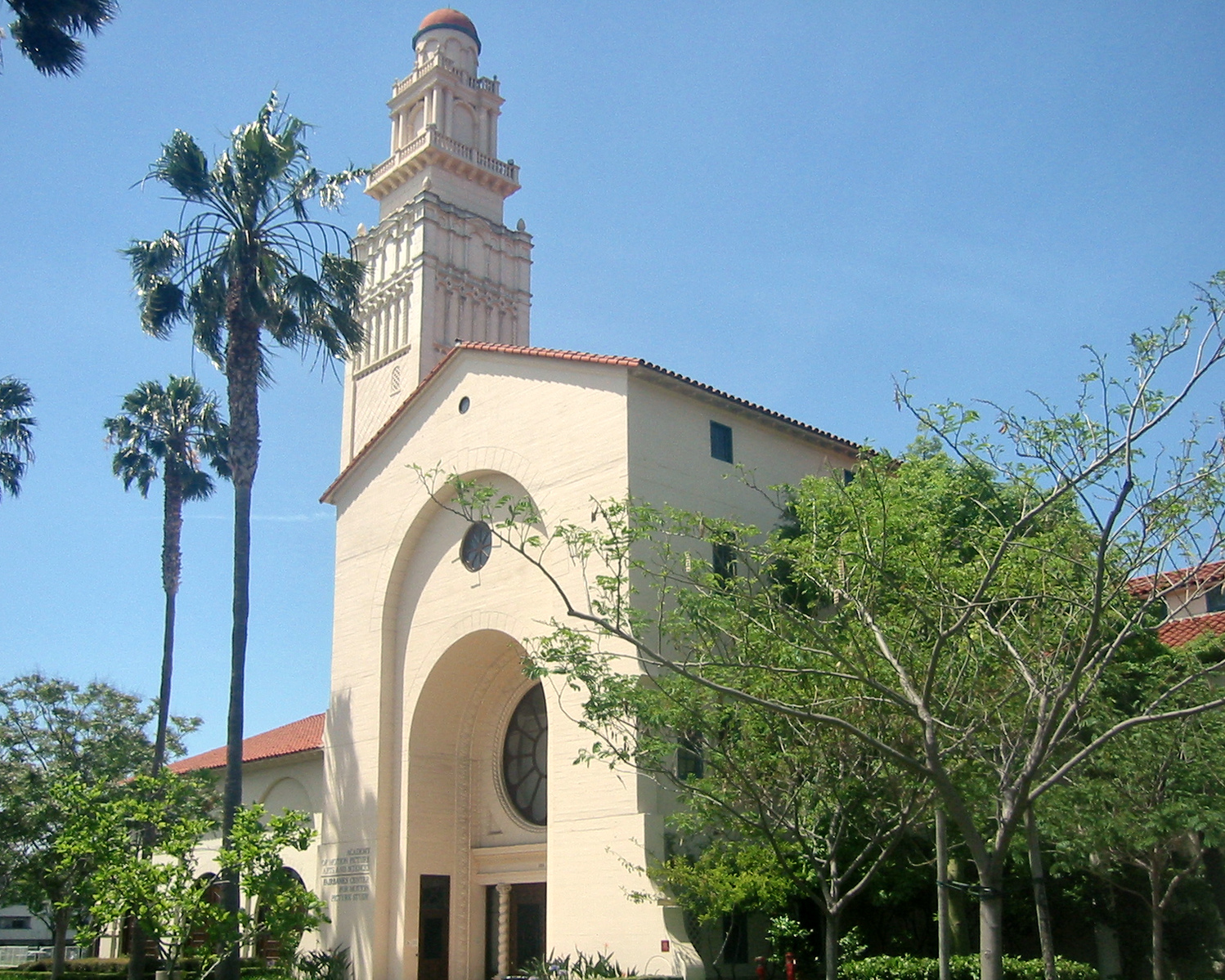
Le bâtiment du Fairbanks Center for Motion Picture Study, sur le boulevard La Cienega, à Los Angeles.

## Membres

### Adhésion et collèges de membres
Le recrutement se fait par cooptation : les nouveaux membres sont invités à le devenir mais ne peuvent établir de demandes directes. L'accès au titre d'adhérent se fait avec le parrainage d'au moins deux membres de sa branche de métier et l'aval du conseil des gouverneurs de l'Académie,. Une invitation est lancée après évaluation du statut, de la notoriété ou de l'importance de la contribution par le candidat éventuel au monde du cinéma. Les personnes ayant été nommées ou récompensées par un Oscar sont généralement admises de manière automatique.
Chaque année, nombre de propositions sont soumises au comité de l'Académie qui garde ses listes de personnalités invitées à devenir membres secrètes, même si la presse en révèle couramment plusieurs noms.
Les membres de l'Académie se divisent en dix-sept branches représentant différentes professions cinématographiques. Les adhérents qui ne correspondent à aucune de ces catégories peuvent appartenir, après évaluation de leur apport au cinéma, à une 18e branche dite d'« élargissement » ce qui est par exemple le cas des cascadeurs et des représentants d'industries techniques,.
Sections
- Comédiens
- Compositeurs
- Court métrage et film d'animation
- Directeurs artistiques et décorateurs
- Créateurs de costumes
- Directeurs de casting
- Directeurs de la photographie
- Documentaire
- Ingénieurs du son et mixeurs
- Maquilleurs et coiffeurs
- Monteurs
- Exécutifs[9] (dirigeants de firmes, distributeurs, exportateurs, vendeurs, contributeurs financiers etc.)[10]
- Producteurs
- Réalisateurs
- Relations publiques
- Scénaristes
- Superviseurs ou créateurs d'effets spéciaux

Chaque branche désigne trois gouverneurs qui changent régulièrement mais participent à la gestion administrative, financière et logistique de l'Académie. Ces gouverneurs représentent les intérêts de leurs corps de métiers grâce à un comité de direction spécial.

### Controverses sur la diversité
Les polémiques autour du manque de renouvellement des membres de l'Académie et du peu de diversité sont monnaie courante (ainsi que sur un racisme et une misogynie supposés),. En 2012, le Los Angeles Times publie une étude sur une liste anonyme de 5 765 membres possédant le droit de vote aux Oscars, révélant que 94 % d'entre eux sont blancs (contre 2 % de Noirs et autant d'Hispaniques), 77 % sont des hommes et 54 % ont plus de 60 ans,.
La controverse enfle de nouveau en 2016 où, pour la seconde année consécutive, les 20 acteurs nommés dans les quatre catégories d'interprétation des Oscars sont blancs. Plusieurs personnalités à l'instar de Spike Lee et Jada Pinkett Smith annoncent leur mécontentement sur les réseaux sociaux et leur intention de boycotter la soirée. Au vu de l'ampleur des critiques et de la campagne médiatique « Oscar so white » (« des Oscars si blancs »), l'Académie décide d'amender ses conditions d'adhésion et ambitionne de doubler en son sein le nombre de femmes et de personnes non-blanches d'ici 2020. Elle promet également d'accroître l'adhésion de votants non-américains ou issus de la jeune génération.
Les modalités du droit de vote à vie aux Oscars sont en conséquence modifiées dès 2016 : désormais, seuls peuvent y prétendre les nommés ou lauréats aux Oscars ainsi que les cinéastes, producteurs, scénaristes, comédiens et techniciens actifs durant plus de trois décennies. Pour continuer à voter, un membre doit avoir travaillé de manière continue dans l'industrie cinématographique durant la dernière décennie. Si les conditions ne sont pas remplies, la personne reste membre mais passe au statut d'adhérent émérite, sans plus de possibilité de voter aux Oscars.

### Expulsions
Jusqu'en 2017, un seul membre de l'académie avait été expulsé, l'acteur Carmine Caridi en 2004, pour piratage.
Le 14 octobre 2017, après la révélation de nombreux abus sexuels, l'Académie annonce l'exclusion du producteur Harvey Weinstein, un membre très influent. Début mai 2018, Bill Cosby et Roman Polanski en sont également exclus.

## Les 36 fondateurs de l'Académie
Le concept de cette académie est initié par Louis B. Mayer, directeur de la Metro-Goldwyn-Mayer qui réunit 36 personnes lors d'un banquet officiel dans l'Ambassador Hotel le 11 janvier 1927. Les statuts de l'association sont déposés en Californie le 4 mai 1927. Le premier banquet de l'Académie se tient le 11 mai 1927 au Biltmore Hotel de Los Angeles qui marque la fondation de cette organisation.
Acteurs
- Richard Barthelmess
- Jack Holt
- Conrad Nagel
- Milton Sills
- Douglas Fairbanks
- Harold Lloyd

Réalisateurs
- Cecil B. DeMille
- Frank Lloyd
- Henry King
- Fred Niblo
- John M. Stahl
- Raoul Walsh

Auteurs
- Joseph Farnham
- Benjamin F. Glazer
- Jeanie Macpherson
- Bess Meredyth
- Carey Wilson
- Frank Woods

Techniciens
- J, Arthur Ball
- Cedric Gibbons
- Roy J. Pomeroy

Producteurs
- Fred Beetson
- Charles H. Christie (en)
- Sid Grauman
- Milton E. Hoffman
- Jesse L. Lasky
- M. C. Levee (en)
- Louis B. Mayer
- Joseph M. Schenck
- Irving Thalberg
- Harry Warner
- Jack Warner
- Mary Pickford
- Harry Rapf

Avocats
- Edwin Loeb
- George W. Cohen

## Présidents de l'Académie
Les présidents sont élus pour un mandat d'un an, et ne peuvent pas être élus pour plus de quatre mandats consécutifs.
- Douglas Fairbanks (1927-1929)
- William C. DeMille (1929-1931)
- M. C. Levee (en) (1931-1932)
- Conrad Nagel (1932-1933)
- Theodore Reed (1933-1934)
- Frank Lloyd (1934-1935)
- Frank Capra (1935-1939)
- Walter Wanger (1939-1941, 1941-1945)
- Bette Davis (1941, démissionné après deux mois)
- Jean Hersholt (1945-1949)
- Charles Brackett (1949-1955)
- George Seaton (1955-1958)
- George Stevens (1958-1959)
- B. B. Kahane (1959-1960, décédé en fonction)
- Valentine Davies (1960-1961, décédé en fonction)
- Wendell Corey (1961-1963)
- Arthur Freed (1963-1967)
- Gregory Peck (1967-1970)
- Daniel Taradash (1970-1973)
- Walter Mirisch (1973-1977)
- Howard W. Koch (1977-1979)
- Fay Kanin (1979-1983)
- Gene Allen (1983-1985)
- Robert Wise (1985-1988)
- Richard Kahn (1988-1989)
- Karl Malden (1989-1992)
- Robert Rehme (en) (1992-1993, 1997-2001)
- Arthur Hiller (1993-1997)
- Frank R. Pierson (2001-2005)
- Sid Ganis (en) (2005-2009)
- Tom Sherak (en) (2009-2012)
- Hawk Koch (en) (2012–2013)
- Cheryl Boone Isaacs (en) (2013-2017)
- John Bailey (2017-2019)
- David Rubin (en) (2019-2022)
- Janet Yang (en) (depuis 2022)

## Administration actuelle de l'Académie (2024-2025)
- Présidente – Janet Yang (en)[23]
- Vice-président / secrétaire – Howard A. Rodman
- Vice-présidente / trésorière – Donna Gigliotti
- Vice-présidente – Lynette Howell Taylor (en)
- Vice-présidente – Lesley Barber
- Vice-président – DeVon Franklin (en)
- Directeur général – Bill Kramer (en)

Conseil des Gouverneurs – 2024-2025
- Acteurs
  - Marlee Matlin
  - Lou Diamond Philips
  - Rita Wilson
- Animation
  - Jinko Gotoh
  - Marlon West (en)
- Cinéma documentaire
  - Chris Hegedus
  - Simon Kilmurry
  - Jean Tsien
- Compositeurs
  - Lesley Barber
  - Charles Fox
  - Richard Gibbs
- Costumiers
  - Ruth E. Carter
  - Eduardo Castro
  - Daniel Orlandi
- Directeurs artistiques et décorateurs
  - K. K. Barrett (en)
  - Kalina Ivanov (en)
  - Missy Parker
- Directeurs de casting
  - Richard Hicks
  - Kim Taylor-Coleman
  - Debra Zane
- Directeurs de la photographie
  - Dion Beebe
  - Paul Cameron
  - Ellen Kuras
- Exécutifs
  - Pamela Abdy (en)
  - Donna Gigliotti
  - Hannah Minghella
- Ingénieurs du son et mixeurs
  - Peter J. Devlin (en)
  - Andy Nelson
  - Mark Stoeckinger (en)
- Maquilleurs et coiffeurs
  - Howard Berger
  - Linda Flowers
  - Gerald Quist (en)
- Monteurs
  - Nancy Richardson
  - Stephen E. Rivkin (en)
  - Terilyn A. Shropshire (en)
- Producteurs
  - Jason Blum
  - Jennifer Fox
  - Lynette Howell Taylor (en)
- Réalisateurs
  - Patricia Cardoso
  - Ava DuVernay
  - Jason Reitman
- Relations publiques
  - Megan Colligan
  - David Dinerstein
  - Laura C. Kim
- Scénaristes
  - Howard A. Rodman
  - Eric Roth
  - Dana Stevens (en)
- Techniciens des effets spéciaux
  - Rob Bredow (en)
  - Brooke Breton
  - Paul Debevec (en)
- Branche élargie
  - DeVon Franklin (en)
  - Rodrigo García
  - Janet Yang (en)

## Membres de l'Académie
En 2010, l'Académie est composée de 5 777 membres, issus des différentes branches du cinéma :
- 1 205 acteurs
- 452 producteurs
- 366 réalisateurs
- 368 membres des relations publiques
- 340 membres des genres court-métrage et film d'animation
- 151 membres du genre du film documentaire
- 374 directeurs artistiques (décors et costumes)
- 382 scénaristes
- 221 monteurs
- 437 exécutifs
- 200 directeurs de la photographie
- 279 techniciens des effets visuels
- 405 techniciens du son
- 118 coiffeurs et maquilleurs
- 234 compositeurs
- 245 autres membres